# Rubik (Albanie)
Rubik (forme définie en langue albanaise: Rubiku) est une commune albanaise, intégrée depuis 2015 à la municipalité de Mirditë. Elle comptait en 2011 4 454 habitants. La municipalité est constituée par le bourg de Rubik et de onze autres villages:  Fang, Katund i Vjeter, Bulshizë, Rasfik, Fierzë, Munaz, Rreja e Velës, Livadhëza, Vau Shkjezë, Rrethi i Eperm, Bulgër, et Rreja e Zezë.

## Géographie
La ville de Rubik se situe au nord de l'Albanie, dans les contreforts des Alpes dinariques, à 100 mètres d'altitude. Se trouvant sur l'autoroute A1 entre Durrës, Tirana, et la frontière du Kosovo, elle est facilement accessible par la route. Le bourg en lui-même se trouve sur une rive escarpée de la rivière Fan.

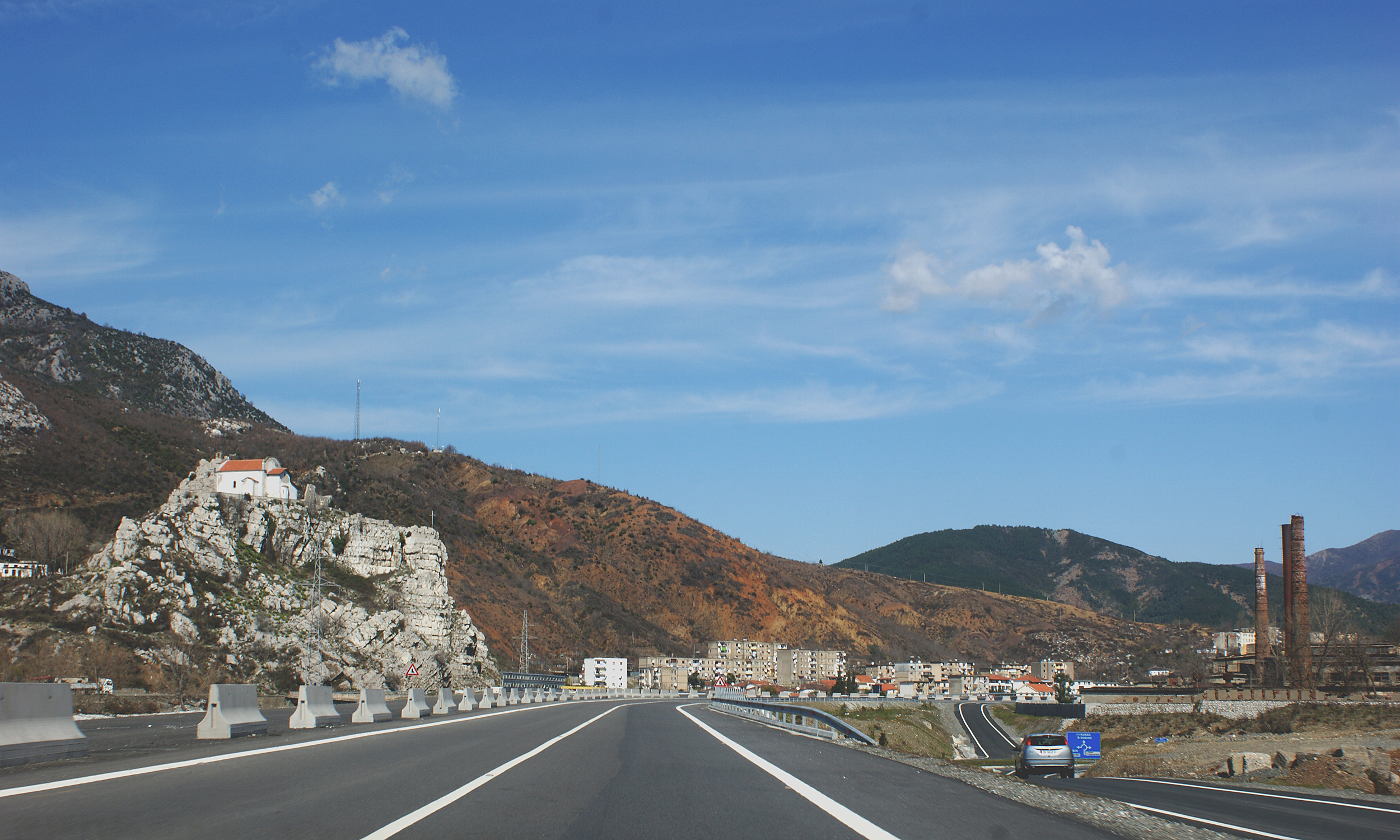
Vue de Rubik depuis l'autoute A1
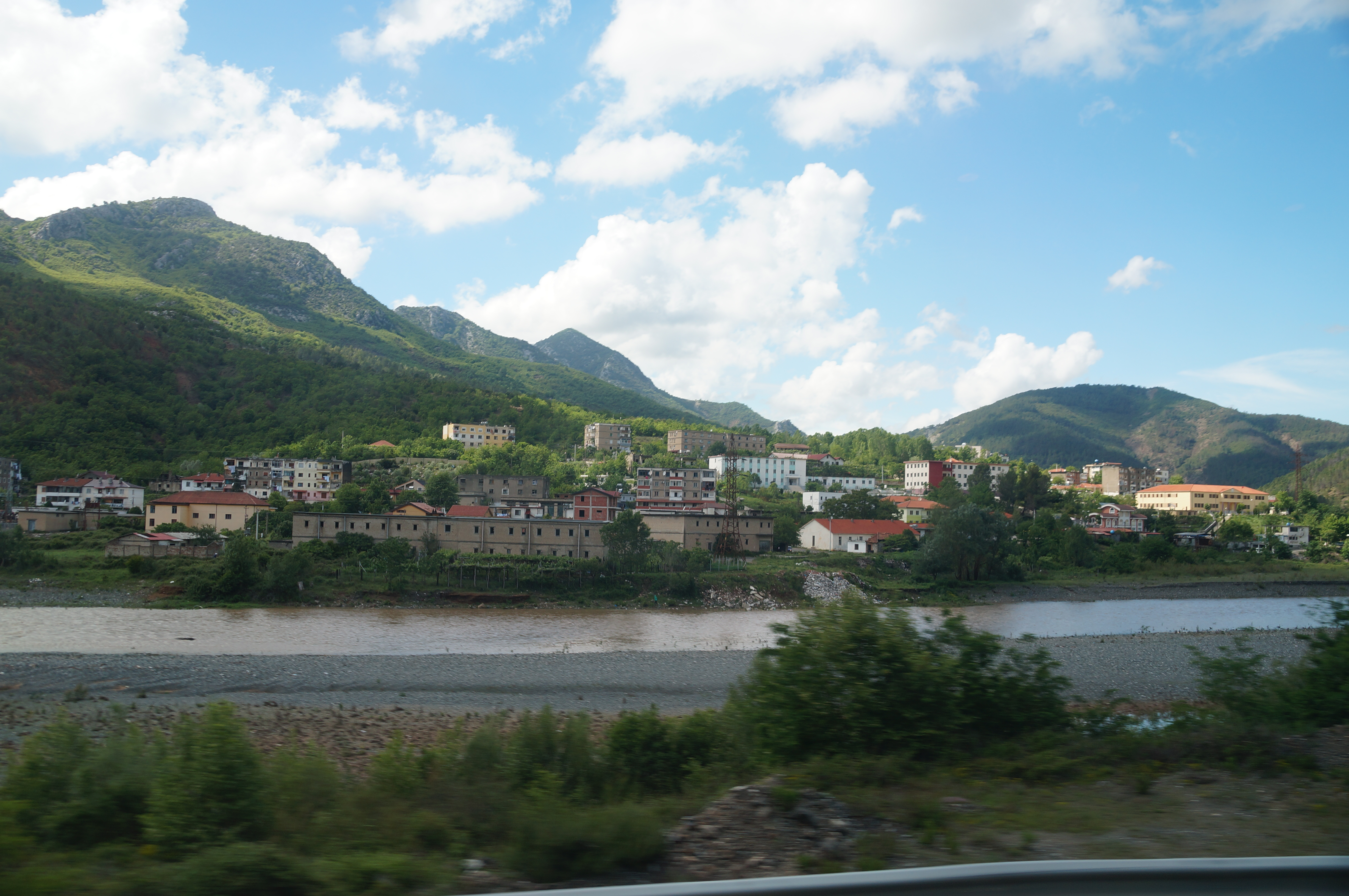
Vue de la ville depuis la rive opposée de la rivière Fan
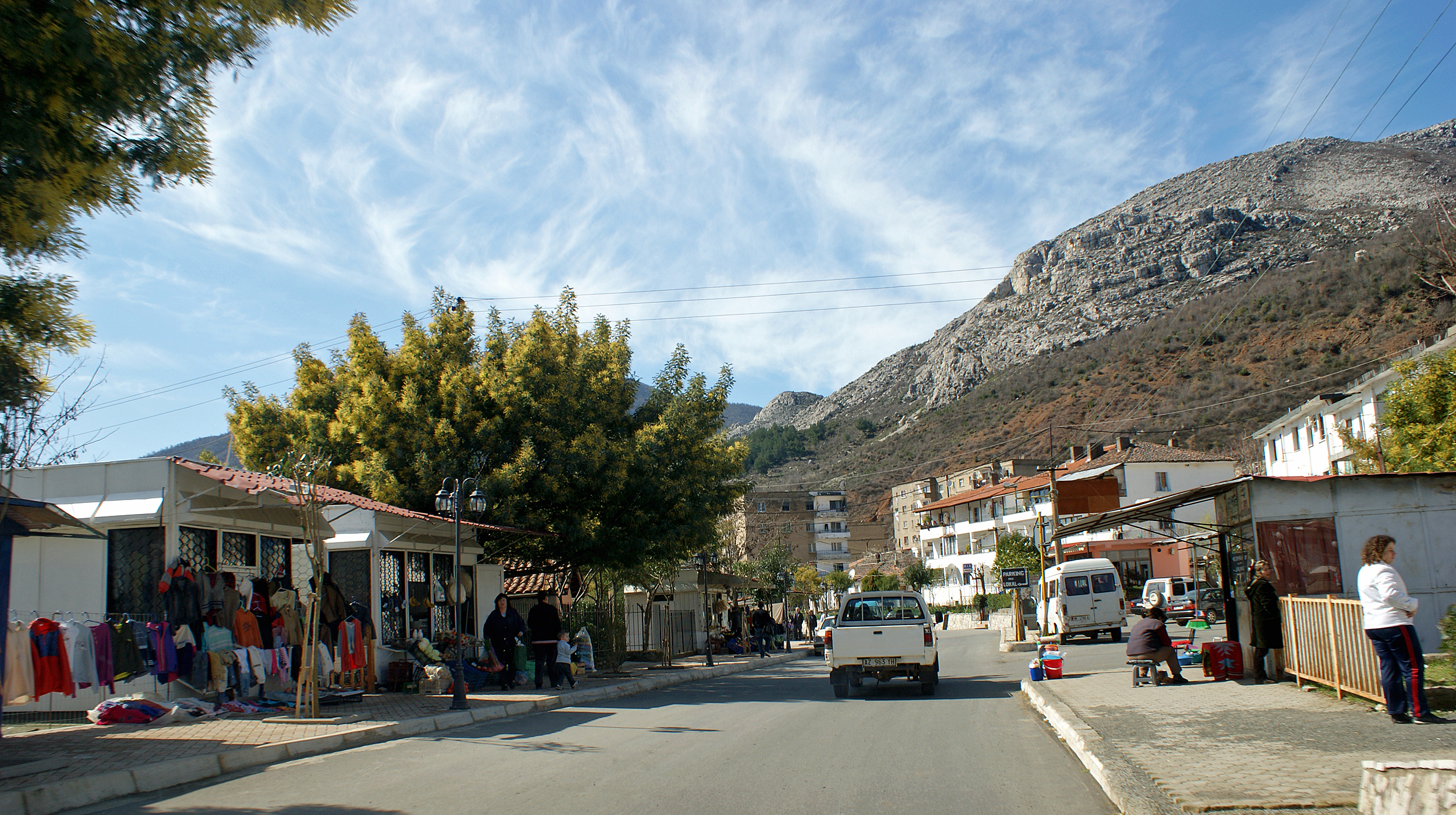
Une rue commerçante

## Patrimoine
Dans la ville de Rubik se trouve l'église du Rédempteur, dont l'abside date du XIIe siècle, ce qui en fait l'une des plus anciennes du pays.

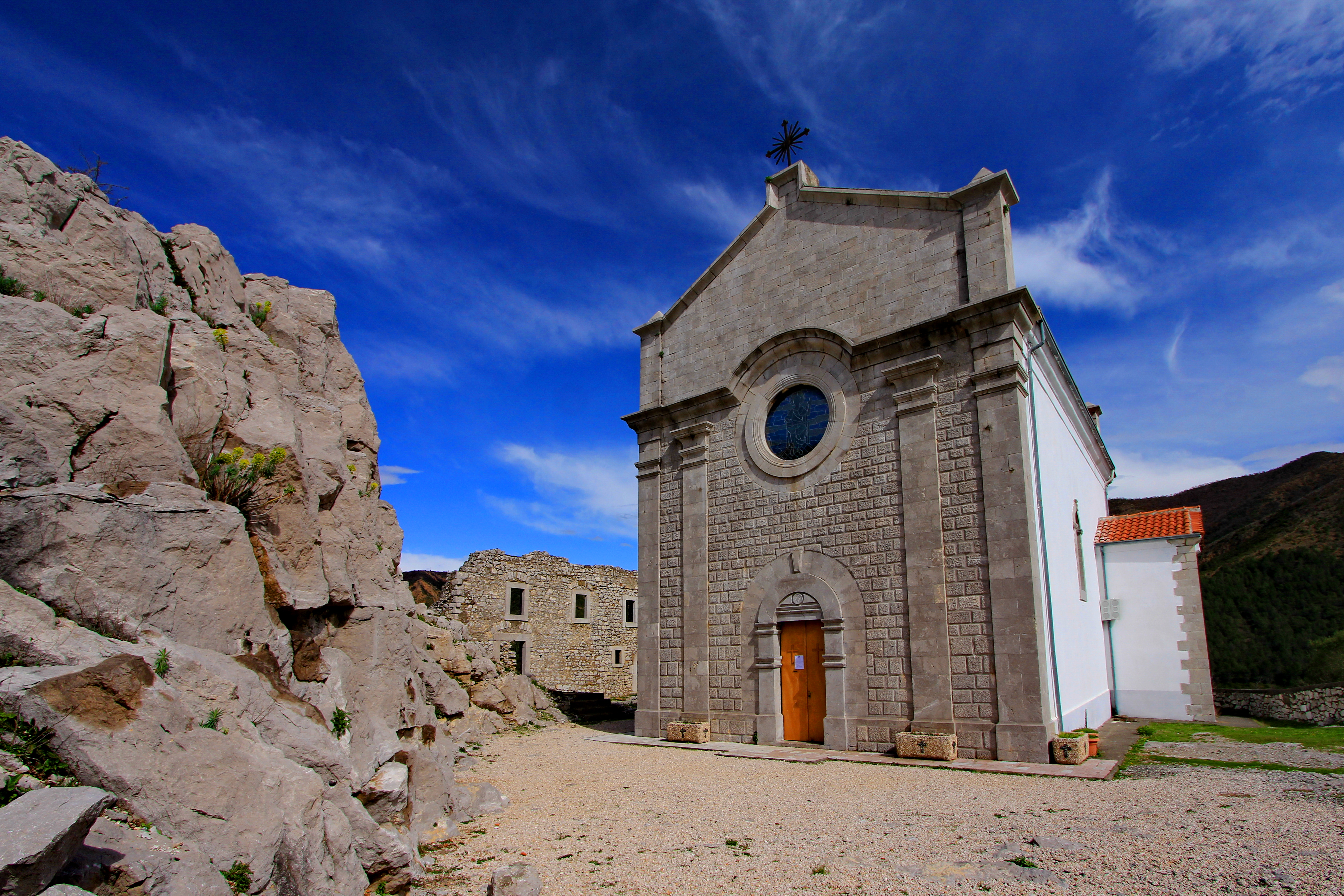
L'église du Rédempteur
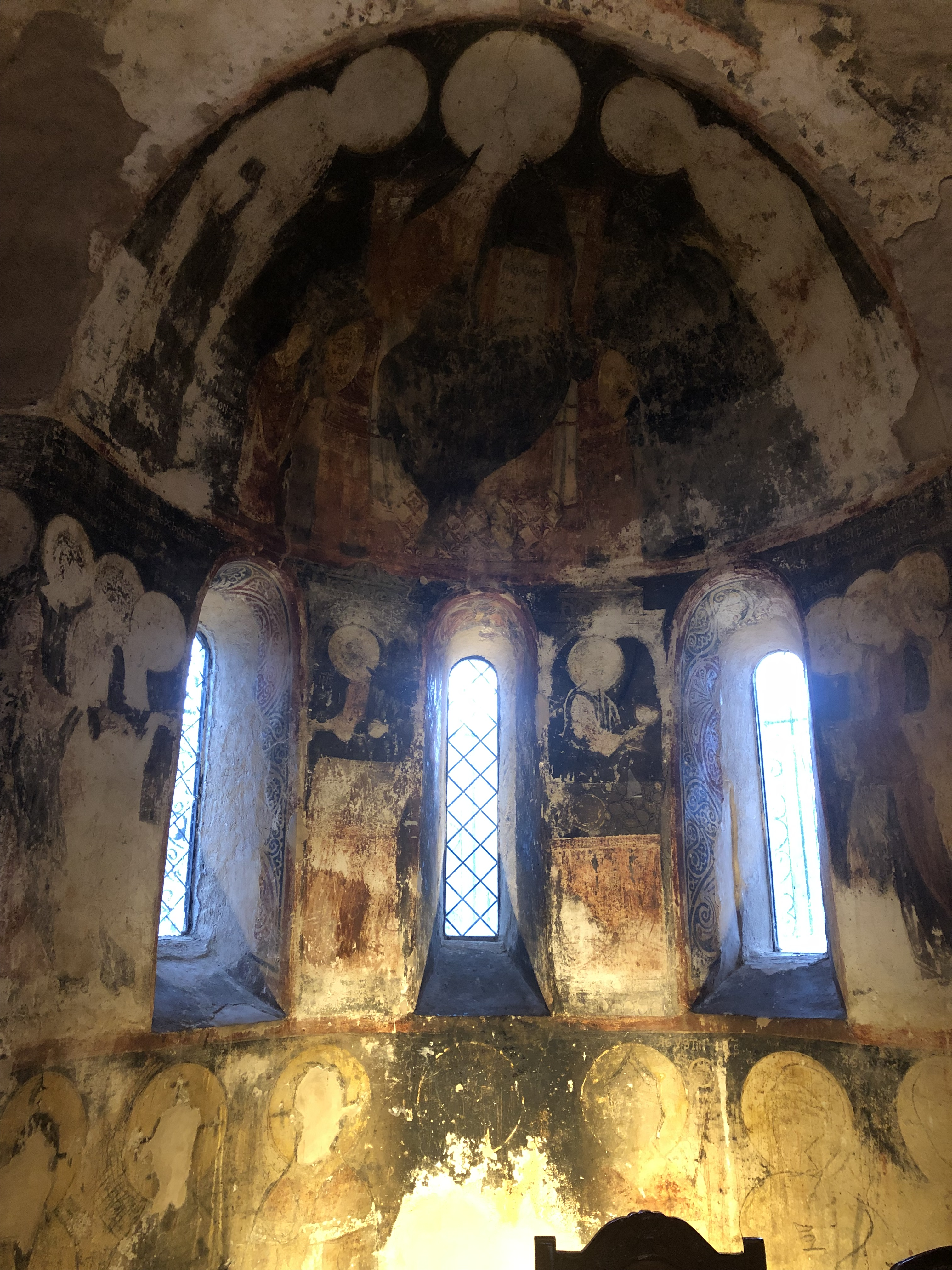
Fresques médiévales dans l'abside de l'église